# Horváth László (labdarúgó, 1928)
Horváth László (Nagykanizsa, 1928. november 8. – 2019.) labdarúgó, fedezet.

## Pályafutása
1948-ban a Nagykanizsai VTE-ből került az MTK-ba. Az 1949–50-es idényben a bronzérmes Bp. Textiles labdarúgója volt. 1950–1954 között a Pécsi Lokomotív labdarúgója volt. 1955–1961 között a Pécsi Dózsa csapatában szerepelt. Az élvonalban 98 bajnoki mérkőzésen szerepelt és 13 gólt szerzett. 1961 nyarán a Pécsi VSK játékosa lett.

## Sikerei, díjai
- Magyar bajnokság
  - 3.: 1949–50